# Tóth János (operaénekes)
Tóth János (Herend, 1955. március 26. –) magyar operaénekes (basszbariton).

## Életpályája
Középiskolai tanulmányait Veszprémben végezte, ahol először hegedülni, majd énekelni tanult. 1974–1975-ben a Honvéd Művészegyüttes kórusában énekelt. A budapesti Liszt Ferenc Zeneakadémián először énekművészi (1975-1980) majd opera szakon (1980-1982) szerzett diplomát. Tanárai voltak: Keönch Boldizsár és Jevgenyij Nyeszterenko. 1982-ben a nemzetközi Erkel–Kodály Énekversenyen 3. díjat nyert, és a Kodály dal legjobb előadásáért Kodály különdíjat kapott. Még ebben az évben szerződtette őt a Magyar Állami Operaház, ahol már főiskolásként 1981-ben George Gershwin Porgy és Bess című operájának Jack szerepében debütált.

## Szerepei
- Alban Berg: Wozzeck - Wozzeck
- Arrigo Boito: Mefistofele - Mefistofele
- Domenico Cimarosa: A karmester - címszerep
- Gaetano Donizetti: Szerelmi bájital - Dulcamara
- Erkel Ferenc: Bánk bán - Tiborc és Petúr bán
- Faragó Béla: Egy pohár víz (ősbemutató) - Maszkáni Péter
- Faragó Béla: East Side Story - A költő
- Fischer Iván: A vörös tehén - A férfi
- George Gershwin: Porgy és Bess - Jacke
- Charles Gounod: Faust - Mephisto
- Joseph Haydn: Il Mondo della Luna - Buonafede
- Kacsoh Pongrác: János vitéz - francia király, strázsamester
- Ruggiero Leoncavallo: Bajazzók - Tonio
- Ligeti György: Le Grand Macabre - Nekrotzar - magyarországi bemutató
- Pietro Mascagni: Parasztbecsület - Alfio
- Mártha István: Csodálatos mobilvilág (ősbemutató) - a Hír angyala
- Wolfgang Amadeus Mozart: Così fan tutte - Don Alfonso
- Wolfgang Amadeus Mozart: Don Giovanni - Leporello és Masetto
- Wolfgang Amadeus Mozart: Figaro házassága - Figaro és Bartolo
- Jacques Offenbach: Hoffmann meséi - Lindorf, Coppelius, Dapertutto, Miracle
- Szergej Prokofjev: Eljegyzés a kolostorban - Don Carlos
- Giacomo Puccini: Bohémélet - Marcel
- Giacomo Puccini: Tosca - Scarpia, Angelotti, sekrestyés
- Giacomo Puccini: Manon Lescaut - Géronte de Ravoir
- Giacomo Puccini: Gianni Schicchi - címszerep
- Ránki György: Pomádé király új ruhája - Béni
- Rossini: A sevillai borbély - Don Bartolo
- Rossini: Hamupipőke - Alidoro és Don Magnifico
- Dimitrij Sosztakovics: Kisvárosi Lady Macbeth - Rendőrfőnök
- Richard Strauss: A rózsalovag - Ochs báró
- Szokolay Sándor: Ecce Homo (ősbemutató) - Júdás Panajotarosz
- Vajda János: Mario és a varázsló (ősbemutató) - Cipolla
- Vajda János: Karnyóné (ősbemutató) - Lázár
- Vajda János: Don Christobal (ősbemutató) - címszerep
- Giuseppe Verdi: Don Carlos - főinkvizítor
- Giuseppe Verdi: Otello - Jago
- Giuseppe Verdi: Simone Boccanegra - Paolo Albiani
- Vukán György: Black Advent (ősbemutató) - Bill
- Richard Wagner: A Rajna kincse - Alberich
- Richard Wagner: Az istenek alkonya - Alberich
- Richard Wagner: A bolygó hollandi - címszerep
- Kurt Weill: Mahagonny városának felemelkedése és bukása - Hétszentségmózes
- Wolf-Ferrari: A négy házsártos - Lunardo

## Médiafelvételek
- Dohnányi Ernő: Simona néni (CD felvétel) - Florio gróf
- Holminov: Lakodalom (TVfilm) - Hajóskapitány
- Lajtha László: A kék kalap (Rádiófelvétel) - A doktor
- Karl von Dittersdorf: Il Barone di Rocca Antica (DVD Hungaroton felvétel) - rendező

## Rendezései
- Henry Purcell: Dido és Aeneas
- Giovanni Battista Pergolesi: La Serva Padrona
- Cimarosa: A karmester
- Cimarosa: Titkos házasság
- W. A. Mozart: Varázsfuvola
- W. A. Mozart: Figaro házassága
- W. A. Mozart: Egyfelvonásosok (Színigazgató, Bastien és Bastienne)
- Joseph Haydn: A patikus
- Joseph Haydn: Az énekesnő
- Christoph Willibald Gluck: A rászedett kádi
- Friedrich von Flotow: Márta
- Gioacchino Rossini: A sevillai borbély
- Gaetano Donizetti: Szerelmi bájital
- Gaetano Donizetti: A csengő
- Giuseppe Verdi: Nabucco
- Georges Bizet: Carmen
- Erkel Ferenc: Dózsa György
- Erkel Ferenc: Hunyadi László
- Erkel Ferenc: Bánk bán
- Jacques Offenbach: Eljegyzés lámpafénynél
- Wolf-Ferrari: A négy házsártos
- Ránki György: Muzsikus Péter
- Vajda János: Mario és a varázsló
- Vukán György: Black advent
- Ifj. Johann Strauss: A cigánybáró
- Ifj. Johann Strauss: A denevér
- Kálmán Imre: Marica grófnő
- Lehár Ferenc: A víg özvegy
- Georg Kreisler: Lola Blau
- Dan Tucker: Many Moons - magyarországi bemutató
- Andorka Péter: A rózsalány - ősbemutató
- Andrássy-Neuenstein Frigyes - Andrássy Krisztina: Sír a téli éjszaka - ősbemutató
- Bognár Zsolt – Kiss Stefánia: Munkácsy, a festő - ősbemutató

## Díjai
- Oláh Gusztáv-emlékplakett (1988)
- Artisjus díj (1988)
- Liszt Ferenc-díj (1989)
- Székely Mihály-emlékplakett (1992)
- Bartók Béla-Pásztory Ditta díj (1992)
- Hazáért Érdemkereszt (2010)